# Mexikanische Fußballnationalmannschaft/Weltmeisterschaften
Der Artikel beinhaltet eine ausführliche Darstellung der mexikanischen Fußballnationalmannschaft bei Fußball-Weltmeisterschaften. Die Nationalmannschaft Mexikos nahm 2022 zum siebzehnten Mal und damit am häufigsten von allen CONCACAF-Mannschaften an Weltmeisterschaften teil – nur die auf Platz 1 bis 4 der ewigen Tabelle stehenden Länder Brasilien (22-mal), Deutschland (20-mal), Italien (18-mal) und Argentinien (18-mal) haben häufiger die Endrunde erreicht. In der ewigen Tabelle lag Mexiko als beste CONCACAF-Mannschaft vor der WM 2022 auf Platz 14 und konnte sich 2022 um einen Platz verbessern. Mexiko hat insgesamt die meisten WM-Qualifikationsspiele bestritten, als einzige Mannschaft mehr als 100 Qualifikationsspiele gewonnen und als einzige Mannschaft mehr als 400 Tore in WM-Qualifikationsspielen geschossen. Mexiko hält aber sehr viele Negativrekorde, u. a. hat Mexiko von allen Mannschaften, die nie Weltmeister wurden, am häufigsten teilgenommen.

## Überblick
| Jahr | Gastgeberland     | Teilnahme bis …    | Letzte(r) Gegner                  | Ergebnis | Trainer                   | Bemerkungen und Besonderheiten |
| ---- | ----------------- | ------------------ | --------------------------------- | -------- | ------------------------- | --- |
| 1930 | Uruguay           | Vorrunde           | Frankreich, Argentinien, Chile    | 13.      | Juan Luque de Serrallonga | Nach drei Niederlagen als Gruppenletzter ausgeschieden. Das Spiel gegen Frankreich gilt als erstes WM-Spiel, auch wenn gleichzeitig das Spiel zwischen den USA und Belgien stattfand. Im Spiel gegen Argentinien verwandelte Manuel Rosas den ersten Elfmeter bei einer WM. |
| 1934 | Italien           | nicht qualifiziert |                                   |          |                           | Im unmittelbar vor der WM in Rom ausgetragenen Qualifikationsspiel gegen die USA ausgeschieden. |
| 1938 | Frankreich        | nicht teilgenommen |                                   |          |                           | |
| 1950 | Brasilien         | Vorrunde           | Brasilien, Jugoslawien, Schweiz   | 12.      | Octavio Vial              | Nach drei Niederlagen als Gruppenletzter ausgeschieden. |
| 1954 | Schweiz           | Vorrunde           | Brasilien, Frankreich             | 13.      | Antonio López Herranz     | Nach Niederlagen gegen Vizeweltmeister Brasilien und Frankreich als Gruppenletzter ausgeschieden. |
| 1958 | Schweden          | Vorrunde           | Schweden, Wales, Ungarn           | 16.      | Antonio López Herranz     | Nach Niederlagen gegen den Gastgeber und den Vizeweltmeister Ungarn und einem Remis gegen Wales als Gruppenletzter ausgeschieden. |
| 1962 | Chile             | Vorrunde           | Brasilien, Spanien, CSSR          | 11.      | Ignacio Trelles           | Nach Niederlagen gegen Weltmeister Brasilien und Spanien und einem Sieg gegen den späteren Vizeweltmeister Tschechoslowakei als Gruppendritter ausgeschieden. |
| 1966 | England           | Vorrunde           | Frankreich, England, Uruguay      | 12.      | Ignacio Trelles           | Nach zwei Remis gegen Frankreich und Uruguay und einer Niederlage gegen den Gastgeber und späteren Weltmeister als Gruppendritter ausgeschieden. |
| 1970 | Mexiko            | Viertelfinale      | Italien                           | 6.       | Raúl Cárdenas             | Erstmals überstand Mexiko die Gruppenphase einer WM. Das 4:0 gegen El Salvador ist bis heute der höchste WM-Sieg Mexikos und der höchste Sieg bei der WM 1970. |
| 1974 | Deutschland       | nicht qualifiziert |                                   |          |                           | In der Qualifikation in der 2. Runde an Haiti gescheitert, das sich 1974 zum bisher einzigen Mal qualifizieren konnte. |
| 1978 | Argentinien       | Vorrunde           | Tunesien, Deutschland, Polen      | 16.      | José Antonio Roca         | Ohne Punktgewinn als Gruppenletzter ausgeschieden. Das 0:6 gegen Deutschland ist die höchste WM-Niederlage Mexikos, die höchste Niederlage bei der WM 1978 und für Deutschland der einzige Sieg bei der WM in Argentinien. |
| 1982 | Spanien           | nicht qualifiziert |                                   |          |                           | In der Qualifikation im Finalturnier an Honduras und El Salvador gescheitert. |
| 1986 | Mexiko            | Viertelfinale      | Deutschland                       | 6.       | Bora Milutinović          | Niederlage im Elfmeterschießen gegen den späteren Vizeweltmeister. |
| 1990 | Italien           | nicht zugelassen   |                                   |          |                           | Von der FIFA 1988 für zwei Jahre suspendiert, nachdem sich der mexikanische Verband bei der Qualifikation für die Olympischen Spiele in Seoul nicht an Altersgrenzen der Spieler gehalten hatte. |
| 1994 | USA               | Achtelfinale       | Bulgarien                         | 13.      | Miguel Mejía Barón        | Niederlage im Elfmeterschießen, womit sich Bulgarien für die Achtelfinalniederlage 1986 revanchieren konnte. |
| 1998 | Frankreich        | Achtelfinale       | Deutschland                       | 13.      | Manuel Lapuente           | 1:2-Niederlage durch zwei Tore von Klinsmann und Bierhoff in der Schlussviertelstunde |
| 2002 | Südkorea/Japan    | Achtelfinale       | USA                               | 11.      | Javier Aguirre            | Zwei erfolgreiche Konter der US-Amerikaner und die Abschlussschwäche der Mexikaner sorgten dafür, dass am Ende der Außenseiter ins Viertelfinale einzog. |
| 2006 | Deutschland       | Achtelfinale       | Argentinien                       | 15.      | Ricardo La Volpe          | Nachdem Márquez die Mexikaner bereits früh in Führung gebracht hatte, die bald von Crespo egalisiert wurde, sorgte das Tor von Maxi Rodríguez in der Verlängerung für das Weiterkommen des Favoriten |
| 2010 | Südafrika         | Achtelfinale       | Argentinien                       | 14.      | Javier Aguirre            | Mexiko spielte zum fünften Mal im Eröffnungsspiel und stellte damit einen neuen Rekord für die Teilnahme am Eröffnungsspiel auf. Zudem stellte Mexiko einen neuen Rekord für das Ausscheiden im Achtelfinale auf: Zum fünften Mal war dort Schluss für Mexiko. |
| 2014 | Brasilien         | Achtelfinale       | Niederlande                       | 10.      | Miguel Herrera            | In der Qualifikation belegte Mexiko in der 4. Runde nur den 4. Platz und musste in den Interkontinentalvergleichen gegen Neuseeland antreten. Dort konnte sich die Mannschaft durch zwei Siege für die WM qualifizieren. In der Gruppenphase der Endrunde traf Mexiko im ersten Spiel auf Kamerun, dann wie 1950 und 1962 auf Brasilien und zum Abschluss der Gruppenphase wie 2002 auf Kroatien. |
| 2018 | Russland          | Achtelfinale       | Brasilien                         | 12.      | Juan Carlos Osorio        | Zum siebten Mal in Folge im Achtelfinale gescheitert |
| 2022 | Katar             | Vorrunde           | Polen, Argentinien, Saudi-Arabien | 22.      | Gerardo Martino           | Mexiko musste erst in der dritten Runde der Qualifikation eingreifen und qualifizierte sich am letzten Spieltag als Gruppenzweiter. Bei der Endrunde nach einem Remis, einer Niederlage und einem Sieg als Gruppendritter ausgeschieden. |
| 2026 | Kanada/Mexiko/USA | qualifiziert       |                                   |          |                           | Als Co-Gastgeber automatisch qualifiziert |

Statistik (Angaben inkl. 2022: 22 Weltmeisterschaften; Prozentangaben sind gerundet)

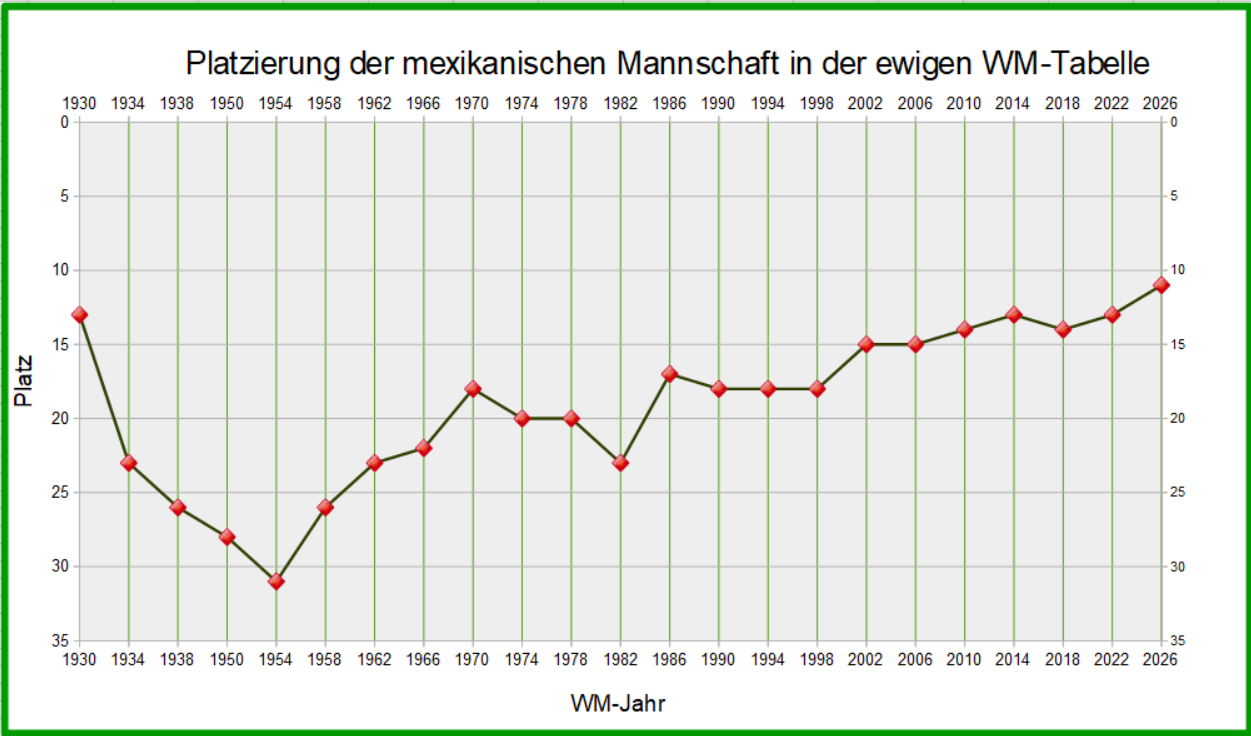
Platzierung der mexikanischen Mannschaft in der ewigen WM-Tabelle

- Teilnahmeverzicht: 1× (4,5 %; 1938)
- Nicht zugelassen: 1× (4,5 %; 1990)
- Nicht qualifiziert: 3× (13,6 %; 1934, 1974 und 1982)
- Sportliche Qualifikation: 14× (63,6 % bzw. bei 82,4 % der Versuche)
- Teilnahme ohne Qualifikation: 3× (13,6 %; 1930, 1970 und 1986)
  - Vorrunde: 8× (36,4 %; 1930, 1950, 1954, 1958, 1962, 1966, 1978 und 2022)
  - Achtelfinale: 7× (31,8 %; 1994, 1998, 2002, 2006, 2010, 2014 und 2018)
  - Viertelfinale: 2× (9,1 %; 1970 und 1986)

### Weltmeisterschaft 1930 in Uruguay

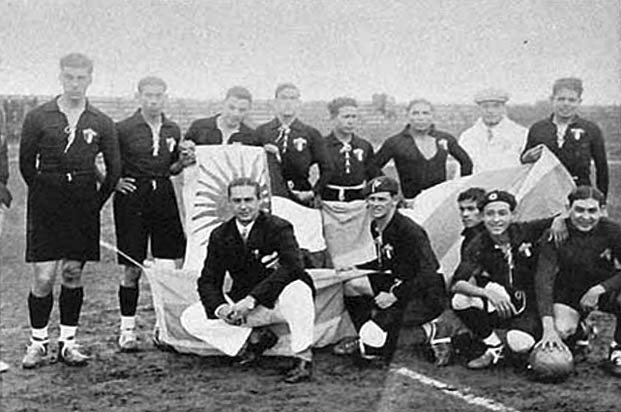
Die mexikanische Mannschaft vor dem ersten WM-Spiel gegen Frankreich

Mexiko nahm bereits an der ersten Weltmeisterschaft in Uruguay teil, konnte aber keines der Spiele gewinnen. Für die Mexikaner war es nach den Olympischen Spielen 1928 das zweite Fußballturnier, an dem sie teilnahmen. Am 13. Juli 1930 bestritt Mexiko das erste aller WM-Spiele und verlor dabei gegen Frankreich mit 1:4. Erster Torschütze für Mexiko war Juan Carreño, der in der 70. Minute das zwischenzeitliche 1:3 erzielte. Er hatte bereits zwei Jahre zuvor das erste Tor für Mexiko beim olympischen Fußballturnier erzielt. Ohne Torerfolg blieb Mexiko im zweiten Spiel beim 0:3 gegen Chile. Dagegen gelangen im dritten Gruppenspiel gegen den späteren Vizeweltmeister Argentinien drei Tore. Da die Argentinier aber sechs erzielten, ging auch dieses Spiel verloren. Immerhin war Manuel Rosas der erste Spieler, der bei einer WM einen Elfmeter verwandeln konnte, nachdem der mexikanische Torhüter Óscar Bonfiglio zuvor den Elfmeter von Fernando Paternóster hatte halten können.

### Weltmeisterschaft 1934 in Italien
Während für 1930 noch keine Qualifikationsspiele notwendig waren und die FIFA überhaupt froh war, dass sich 13 Teilnehmer fanden, mussten sich vier Jahre später alle teilnehmenden Mannschaften qualifizieren. Mexiko traf dabei im ersten seiner WM-Qualifikationsspiele am 4. März 1934 in Mexiko-Stadt auf Kuba, das sich in der ersten Runde gegen Haiti durchgesetzt hatte, und gewann mit 3:2. Sieben Tage später trafen beide erneut aufeinander und diesmal gewann Mexiko mit 5:0 und obwohl Mexiko damit zweimal gewonnen hatte, spielten sie wieder sieben Tage später nochmals gegeneinander und Mexiko gewann nochmals, diesmal mit 4:1. Die Mexikaner reisten daher in der Annahme nach Italien, dass sie für die WM qualifiziert seien. Da aber auch die USA ihre Mannschaft angemeldet hatten – wenn auch zu spät – und nach Italien gereist waren, wurde kurzfristig ein Qualifikationsspiel zwischen beiden in Rom angesetzt, das der nördliche Nachbar mit 4:2 gewann. Für Mexiko war damit die WM beendet, noch bevor sie richtig begonnen hatte, aber auch die USA mussten kurz danach wieder abreisen, denn im ersten Spiel gegen Gastgeber Italien gingen sie mit 1:7 unter.

### Weltmeisterschaft 1938 in Frankreich
Vier Jahre später zog Mexiko schon vor Beginn der Qualifikation seine Teilnahme zurück. Da es in dieser Gruppe außer den Kubanern, alle den Mexikanern gleich taten, fand kein einziges Qualifikationsspiel statt und Kuba qualifizierte sich kampflos für das WM-Endrundenturnier 1938 in Frankreich.

### Weltmeisterschaft 1950 in Brasilien
Für die Qualifikation zur ersten WM nach dem Zweiten Weltkrieg hatte Mexiko je zwei Spiele gegen die USA und Kuba zu bestreiten und gewann alle vier. In Brasilien trafen die Mexikaner im ersten Gruppenspiel einer der beiden Vierergruppen auf Gastgeber Brasilien und verloren mit 0:4. Auch gegen Jugoslawien kassierten sie vier Gegentore, konnten aber immerhin auch eins erzielen. Glimpflicher fiel die Niederlage im letzten Spiel gegen die Schweiz aus, das nur mit 1:2 verloren wurde. Als Gruppenletzter schieden die Mexikaner damit aus.

### Weltmeisterschaft 1954 in der Schweiz
Für die Qualifikation zur WM in der Schweiz hatte Mexiko je zwei Spiele gegen die USA und Haiti zu bestreiten und gewann alle vier. In der Schweiz trafen sie als ungesetzte Mannschaft auf die beiden gesetzten Mannschaften von Brasilien und Frankreich und verloren zunächst mit 0:5 gegen die Brasilianer und dann unglücklich mit 2:3 gegen Frankreich, wobei der Siegtreffer für die Franzosen erst in der 88. Minute durch einen Elfmeter fiel. Den Franzosen nützte dieser Sieg aber auch nichts, denn zusammen mit Mexiko schieden sie aus, da sie gegen die ungesetzten Jugoslawen verloren hatten.

### Weltmeisterschaft 1958 in Schweden
Für die Qualifikation für die WM in Schweden hatten sich bereits sechs Mannschaften aus Mittel- und Nordamerika angemeldet und in der Gruppenphase waren wieder die USA und diesmal Kanada die Gegner. Mexiko gewann wieder alle vier Spiele und traf in den Finalspielen der CONCACAF-Gruppe zunächst in Mexiko-Stadt auf Costa Rica und gewann mit 2:0. Das Rückspiel in San José endete 1:1, womit Mexiko erneut qualifiziert war.
In Schweden trafen sie im ersten Spiel auf Gastgeber Schweden und verloren mit 0:3. Im zweiten Gruppenspiel konnten sie beim 1:1 gegen Wales den ersten WM-Punkt gewinnen und damit eine Serie von neun WM-Niederlagen beenden. Gegen Ungarn verloren sie dann aber im letzten Gruppenspiel mit 0:4 und schieden wieder als Gruppenletzter aus.

### Weltmeisterschaft 1962 in Chile
Für die WM in Chile stand den Mannschaften aus Nord- und Mittelamerika zum einzigen Mal kein direkter Startplatz zu. Der Sieger der CONCACAF-Qualifikation musste noch gegen einen Südamerikavertreter antreten. In der ersten Runde der Qualifikation war der nördliche Nachbar USA der einzige Gegner für Mexiko. Nach einem 3:3 in Los Angeles, konnten die Mexikaner ihr Heimspiel mit 3:0 gewinnen und in die Finalrunde einziehen. In dieser verloren die Mexikaner zwar das erste Spiel in Costa Rica. Da sie aber ihre Heimspiele gegen Costa Rica und die Fußballnationalmannschaft der Niederländischen Antillen gewannen, die Costa-Ricaner aber auf den Niederländischen Antillen verloren, reichte den Mexikanern ein Remis auf den Niederländischen Antillen um die Play-off-Spiele „Südamerika/Nord- und Mittelamerika“ gegen Paraguay zu erreichen. Mit einem 1:0 im Heimspiel und einem 0:0 in Asunción konnten sie sich für die WM qualifizieren.
In Chile trafen sie zum dritten Mal bei einer WM im ersten Spiel auf Brasilien und erreichten mit dem 0:2 das bis dahin beste Ergebnis gegen die Brasilianer. Gegen Spanien folgte dann ein knappes 0:1 und gegen die Tschechoslowakei gelang nach 0:1-Rückstand, der bereits nach 15 Sekunden fiel, mit dem 3:1 der erste WM-Sieg. Dennoch schieden die Mexikaner als Gruppendritter aus und die Tschechoslowaken stießen bis ins Finale vor, wo sie gegen Titelverteidiger Brasilien verloren.

### Weltmeisterschaft 1966 in England
Für die WM in England hatten bereits neun Mannschaften aus Mittel- und Nordamerika angemeldet und der CONCACAF stand wieder ein direkter Startplatz zu. In der 1. Qualifikations-Runde setzte sich Mexiko mit drei Siegen und einem Remis gegen Honduras und die USA durch. In der Finalrunde waren dann Costa Rica und Jamaika die Gegner und mit drei Siegen und einem Remis gelang die erneute Qualifikation.
In England trafen die Mexikaner im ersten Gruppenspiel auf Frankreich und erkämpften ein 1:1. Im zweiten Spiel gegen Gastgeber England verloren sie mit 0:2, erkämpften dann aber noch ein 0:0 gegen Ex-Weltmeister Uruguay, womit erneut der dritte Platz heraussprang.

### Weltmeisterschaft 1970 in Mexiko
Für die Austragung der WM 1970 hatten sich Mexiko und Argentinien beworben und bei der Abstimmung am 8. Oktober 1964 gewann Mexiko mit 56:32 Stimmen gegen den Mitbewerber. Damit war Mexiko als Gastgeber automatisch qualifiziert und die CONCACAF erhielt einen weiteren Startplatz.
Bei der Auslosung wurde Mexiko zusammen mit Brasilien, Peru und Uruguay in Topf 2 gesetzt und in die Gruppe A, die in Mexiko-Stadt spielte, gesetzt. Zugelost wurden den Mexikanern die Sowjetunion, gegen die sie das torlose Eröffnungsspiel bestritten, sowie Belgien und der zweite CONCACAF-Vertreter El Salvador, gegen den sie das zweite Gruppenspiel mit 4:0 gewannen. Dieses ist bis heute die einzige Vorrundenbegegnung zweier CONCACAF-Mitglieder bei einer WM-Endrunde. Mit einem 1:0 im letzten Spiel gegen Belgien wurden die Mexikaner erstmals Gruppenzweiter und erreichten das Viertelfinale. Hier trafen sie auf Italien, das mit nur einem Tor die Vorrunde überstanden hatte, gegen Mexiko seine Ladehemmung überwand und mit 4:1 gewann. Damit verabschiedete sich Mexiko für acht Jahre von der WM-Bühne.

### Weltmeisterschaft 1974 in Deutschland
Denn für die WM in Deutschland, für die den CONCACAF-Mannschaften wieder nur ein Platz zustand, konnte sich Mexiko überraschend nicht qualifizieren. Zwar wurde die 1. Runde der Qualifikation mit je zwei Siegen gegen die USA und Kanada souverän überstanden, in der zweiten Runde belegte Mexiko aber hinter Haiti, das sich damit zum bisher einzigen Mal qualifizierte und in Deutschland die Italiener überraschte, sowie Trinidad & Tobago nur den dritten Platz.

### Weltmeisterschaft 1978 in Argentinien
Für die WM in Argentinien konnte sich Mexiko dann wieder qualifizieren. In der 1. Runde der Qualifikation war am Ende allerdings die Tordifferenz entscheidend, denn Mexiko, die USA und Kanada hatten 4:4 Punkte, die Mexikaner aber mit 3:1 Toren als einzige eine positive Tordifferenz. In der zweiten Runde setzte sich Mexiko dann aber mit fünf Siegen in fünf Spielen souverän gegen Haiti, El Salvador, Kanada, Guatemala und Suriname durch.
In Argentinien trafen sie im ersten Gruppenspiel auf WM-Neuling Tunesien und verloren mit 1:3. Gegen Titelverteidiger Deutschland mussten sie mit 0:6 im zweiten Spiel ihre höchste WM-Niederlage hinnehmen und auch das letzte Spiel gegen den WM-Dritten Polen verloren sie mit 1:3 und verabschiedeten sich damit wieder für 8 Jahre von der WM-Bühne.

### Weltmeisterschaft 1982 in Spanien
Durch die Aufstockung des Teilnehmerfeldes für die WM in Spanien auf 24 Mannschaften erhielt die CONCACAF einen weiteren Startplatz. Schon in der 1. Runde der Qualifikation tat sich Mexiko schwer und schaffte nur als Zweiter hinter Kanada und vor den USA den Sprung in die zweite Runde. In dieser wurde dann hinter Honduras, das sich damit erstmals qualifizierte, und El Salvador nur der dritte Platz vor Kanada, Kuba und Haiti belegt, der nicht für die Qualifikation zur Endrunde reichte.

### Weltmeisterschaft 1986 in Mexiko
Eigentlich sollte die WM 1986 in Kolumbien stattfinden, da Kolumbien aber einige Auflagen der FIFA nicht erfüllen konnte, wurde ein neuer Ausrichter gesucht. Mexiko und die USA hatten sich als Ersatzausrichter beworben und Mexiko erhielt am 20. Mai 1983 den Zuschlag. Damit waren die Mexikaner wieder als Ausrichter automatisch qualifiziert und als erstes Land zum zweiten Mal Gastgeber. Den restlichen CONCACAF-Mannschaften gestand die FIFA diesmal nur einen einzigen Endrundenplatz zu, den sich Kanada sicherte.
Bei der Auslosung wurde Mexiko zusammen mit Titelverteidiger Italien, Europameister Frankreich, Rekordweltmeister Brasilien, Vizeweltmeister Deutschland und dem WM-Dritten Polen als Gruppenkopf gesetzt. Zugelost wurden wie 16 Jahre zuvor die Belgier sowie Paraguay und WM-Neuling Irak. Im ersten Spiel gegen die Belgier gelang ein 2:1-Sieg. Gegen Paraguay folgte dann ein 1:1 und gegen den Irak ein 1:0, womit die Mexikaner erstmals Gruppensieger wurden. Im Achtelfinale folgte ein 2:0 gegen Bulgarien, das erstmals die K.-o.-Runde erreicht hatte. Im Viertelfinale war dann die deutsche Mannschaft der Gegner. In einem Spiel, in dem beide Mannschaften einen Spieler durch eine Rote Karte verloren, gelang in 120 Minuten keiner Mannschaft ein Tor, so dass das Elfmeterschießen entscheiden musste. Hier scheiterten Fernando Quirarte und Raúl Servín am deutschen Torhüter Toni Schumacher und nur Manuel Negrete konnte seinen Elfmeter verwandeln. Da die ersten vier deutschen Schützen alle verwandelten, mussten die beiden letzten Mexikaner und der letzte Deutsche nicht mehr antreten. Und wieder folgte eine Pause von acht Jahren bis zum nächsten WM-Spiel.

### Weltmeisterschaft 1990 in Italien
Die Qualifikation zur zweiten WM in Italien fand ohne Mexiko statt. Da Mexiko bei einem Junioren-Turnier, das als Qualifikation für die Olympischen Spiele 1988 fungierte, ältere Spieler eingesetzt hatte, wurde Mexiko von der Qualifikation ausgeschlossen. Aus der CONCACAF-Zone qualifizierten sich Costa Rica und die USA für die WM-Endrunde in Italien.

### Weltmeisterschaft 1994 in den Vereinigten Staaten
In der Qualifikation für die WM in den USA war Mexiko für die 2. Runde gesetzt und schaltete dort zusammen mit Honduras Costa Rica und St. Vincent und die Grenadinen aus, die zum ersten Mal an der WM-Qualifikation teilnahmen. In der CONCACAF-Endrunde setzten sich die Mexikaner dann gegen Kanada, das in den interkontinentalen Playoffs an Australien scheiterte, El Salvador und Honduras durch.
In den USA verloren die Mexikaner das erste Gruppenspiel gegen Norwegen mit 0:1, gewannen dann gegen Irland mit 2:1 und erreichten gegen Italien ein 1:1. Damit hatten alle vier Mannschaften vier Punkte und eine ausgeglichene Tordifferenz. Da Mexiko aber die meisten Tore erzielt hatte, wurden die Mexikaner Gruppensieger. Die Norweger, gegen die sie das erste Spiel verloren hatten, schieden als Gruppenletzter aus. Im Achtelfinale trafen sie wie acht Jahre zuvor auf Bulgarien und gerieten bereits in der 6. Minute in Rückstand. Diese konnte Alberto García Aspe aber 12 Minuten später ausgleichen. Dabei blieb es bis zur 120. Minute, so dass die Entscheidung im Elfmeterschießen fallen musste. Hier verschoss zunächst Alberto García Aspe, dann hielt der bulgarische Torhüter die Elfmeter von Marcelino Bernal und Jorge Rodríguez, nur Claudio Suárez und drei Bulgaren waren erfolgreich, so dass für Mexiko die WM beendet war.

### Weltmeisterschaft 1998 in Frankreich
Mit der Aufstockung auf 32 Mannschaften für die zweite WM in Frankreich standen den CONCACAF-Mannschaften nun drei Startplätze zu. Mexiko musste in der Qualifikation erst in der Halbfinalrunde antreten und gelegte hinter Jamaika den zweiten Platz vor Honduras und St. Vincent und die Grenadinen. In der Finalrunde belegten die Mexikaner ungeschlagen den ersten Platz und qualifizierten sich zusammen mit den USA und überraschend Jamaika für die WM-Endrunde.
In Frankreich gewannen sie das erste Gruppenspiel gegen Südkorea mit 3:1. Es folgten zwei 2:2-Unentschieden gegen Belgien und die Niederlande. Damit wurde der zweite Platz erreicht und damit das Achtelfinale gegen Europameister Deutschland. In diesem verloren die Mexikaner aber nach 1:0-Führung mit 1:2 und schieden damit aus.

### Weltmeisterschaft 2002 in Japan und Südkorea
Die Qualifikation für die erste WM in Asien verlief dann auch wieder erfolgreich. Mexiko musste erst in der CONCACAF-Zwischenrunde antreten und erreichte hinter Trinidad und Tobago und vor Kanada sowie Panama die Finalrunde. Diese gewann Costa Rica mit 6 Punkten Vorsprung vor Mexiko und den USA, die sich damit alle qualifizierten. Honduras, Jamaika und Trinidad & Tobago hatten das Nachsehen.
In Asien war der WM-Dritte Kroatien der erste Gegner und wurde mit 1:0 besiegt. Auch gegen WM-Neuling Ecuador gelang mit dem 2:1 ein Sieg, so dass ein 1:1 gegen Ex-Weltmeister Italien reichte, um als Gruppensieger ins Achtelfinale einzuziehen. Hier trafen sie auf den Erzrivalen USA und galten als Favorit, hatten aber mit 0:2 das Nachsehen und schieden erneut im Achtelfinale aus.

### Weltmeisterschaft 2006 in Deutschland

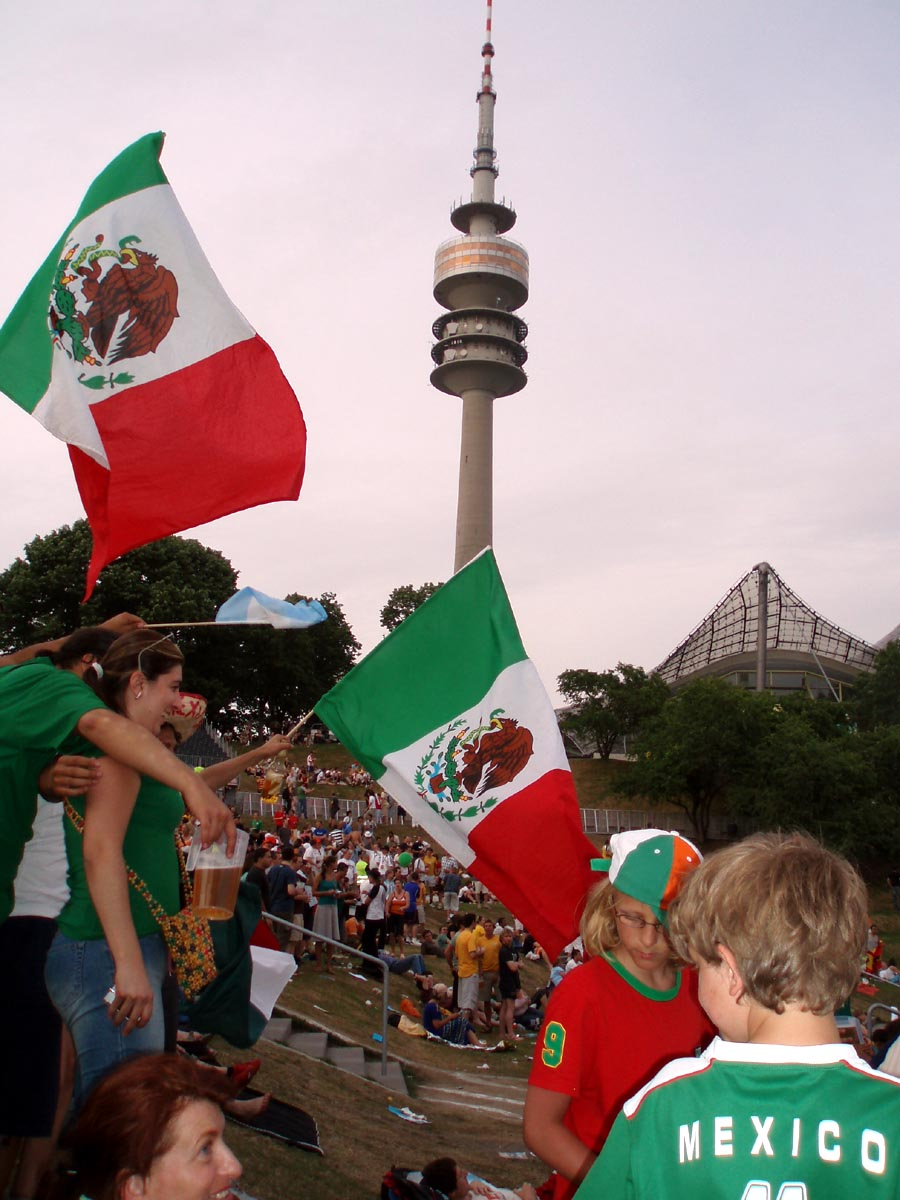
Mexikanische Fans im Münchner Olympiastadion

Für die zweite WM in Deutschland gelang erneut die Qualifikation. Diese begann mit zwei hohen Siegen (10:0 und 8:0) gegen Dominica in der zweiten Runde. Die dritte Runde schloss die Mannschaft mit sechs Siegen in sechs Spielen als Gruppensieger vor Trinidad & Tobago, St. Vincent und die Grenadinen sowie St. Kitts und Nevis ab und kassierte dabei nur ein Gegentor. Die vierte Runde schloss die Mannschaft punktgleich hinter den USA aufgrund des direkten Vergleiches (2:1 und 0:2) als Zweiter vor Costa Rica und Trinidad & Tobago ab, das sich über die interkontinentalen Playoffs gegen einen Asienvertreter ebenfalls und zum bisher einzigen Mal für die Endrunde qualifizierte. Guatemala und Panama hatten es dagegen wieder nicht geschafft.
Bei der Auslosung wurde Mexiko zusammen mit Ausrichter Deutschland, Titelverteidiger Brasilien, Italien, Spanien, Argentinien, Frankreich und England als Gruppenkopf gesetzt. Zugelost wurden den Mexikanern der Iran, Portugal und WM-Neuling Angola. Das erste Gruppenspiel gegen den Iran wurde mit 3:1 gewonnen. Gegen Angola mussten sich die Mexikaner mit einem torlosen Remis begnügen, aber trotz einer 1:2-Niederlage gegen Portugal reichte es als Gruppenzweiter für das Achtelfinale. Hier trafen die Mittelamerikaner auf WM-Favorit Argentinien und gingen bereits in der sechsten Minute in Führung. Diese hielt aber nur vier Minuten, doch weitere Tore fielen nicht in der regulären Spielzeit, so dass das Spiel verlängert werden musste. Hier traf Maxi Rodríguez in der 98. Minute zum 2:1-Endstand für die Südamerikaner, so dass Mexiko zum vierten Mal in Folge im Achtelfinale ausschied.

### Weltmeisterschaft 2010 in Südafrika

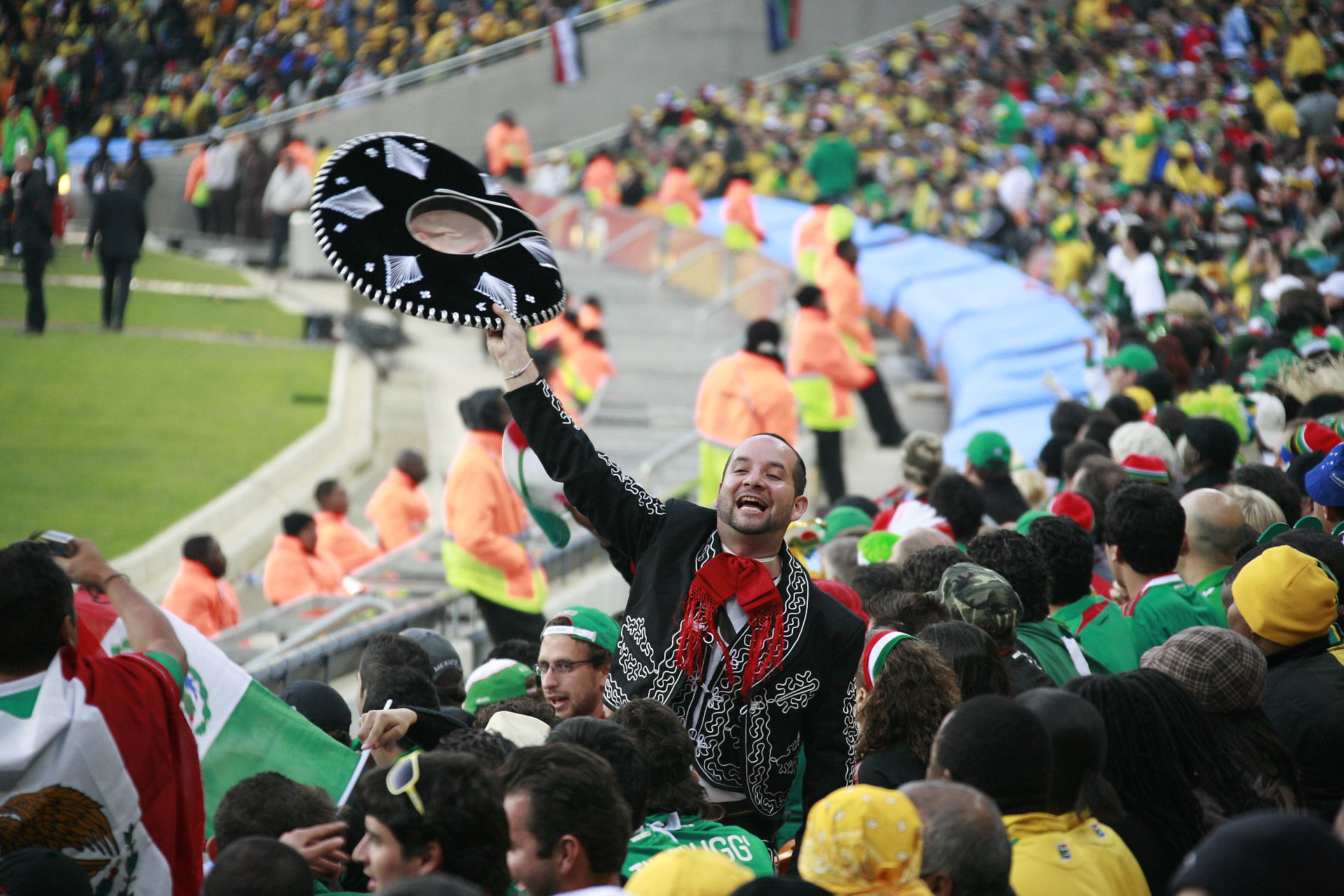
Mexikanische Fans bei der WM 2010

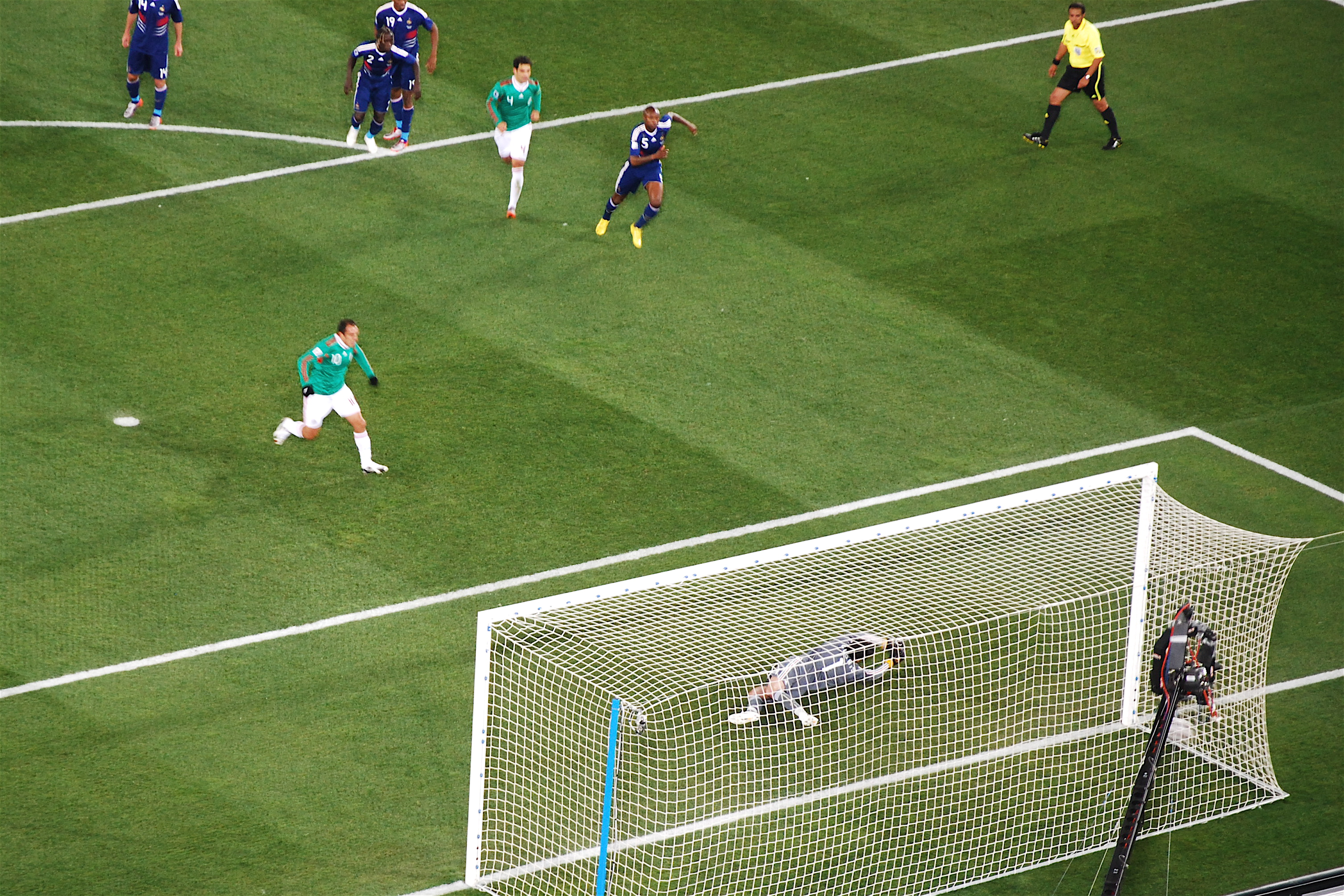
Cuauhtémoc Blanco erzielt per Elfmeter das 2:0 gegen Frankreich

Für die erste WM in Afrika konnte sich Mexiko auch wieder qualifizieren. Die Qualifikation begann für Mexiko in der zweiten Runde mit zwei Siegen (2:0 und 7:0) gegen Belize, womit die dritte Runde erreicht wurde. In dieser setzte sich Mexiko als Gruppenzweiter hinter Honduras gegen die punktgleichen Jamaikaner sowie Kanada durch. In der vierten Runde wurde Platz 2 hinter den USA, vor Honduras und Costa Rica, El Salvador und Trinidad & Tobago belegt und damit war Mexiko in Südafrika dabei. Gesichert wurde die Qualifikation am vorletzten Spieltag durch ein 4:1 gegen El Salvador.
Bei der Auslosung gelangte Mexiko in die Gruppe mit Gastgeber Südafrika und durfte zum fünften Mal das Eröffnungsspiel bestreiten. Weitere Gegner waren Vizeweltmeister Frankreich und Uruguay, das sich in den interkontinentalen Playoffs gegen Costa-Rica durchgesetzt hatte. Mexiko geriet im Eröffnungsspiel nach einer torlosen ersten Halbzeit in der 55. Minute in Rückstand, konnte aber 24 Minuten später ausgleichen, wobei es blieb. Im zweiten Spiel gelang überraschend ein 2:0 gegen den Vizeweltmeister, so dass trotz der 0:1-Niederlage im letzten Gruppenspiel gegen Uruguay das Achtelfinale erreicht wurde, da Frankreich auch gegen Südafrika verlor. Den Südafrikanern nutzte dieser Sieg nichts, da sie gegenüber Mexiko die schlechtere Tordifferenz hatten. Im Achtelfinale war wie vier Jahre zuvor Argentinien der Gegner. Diesmal ging es aber weniger spannend zu, denn die Argentinier führten bereits nach 33 Minuten mit 2:0 und gewannen am Ende mit 3:1. Für Mexiko war dies die fünfte Achtelfinalniederlage in Folge.

### Weltmeisterschaft 2014 in Brasilien

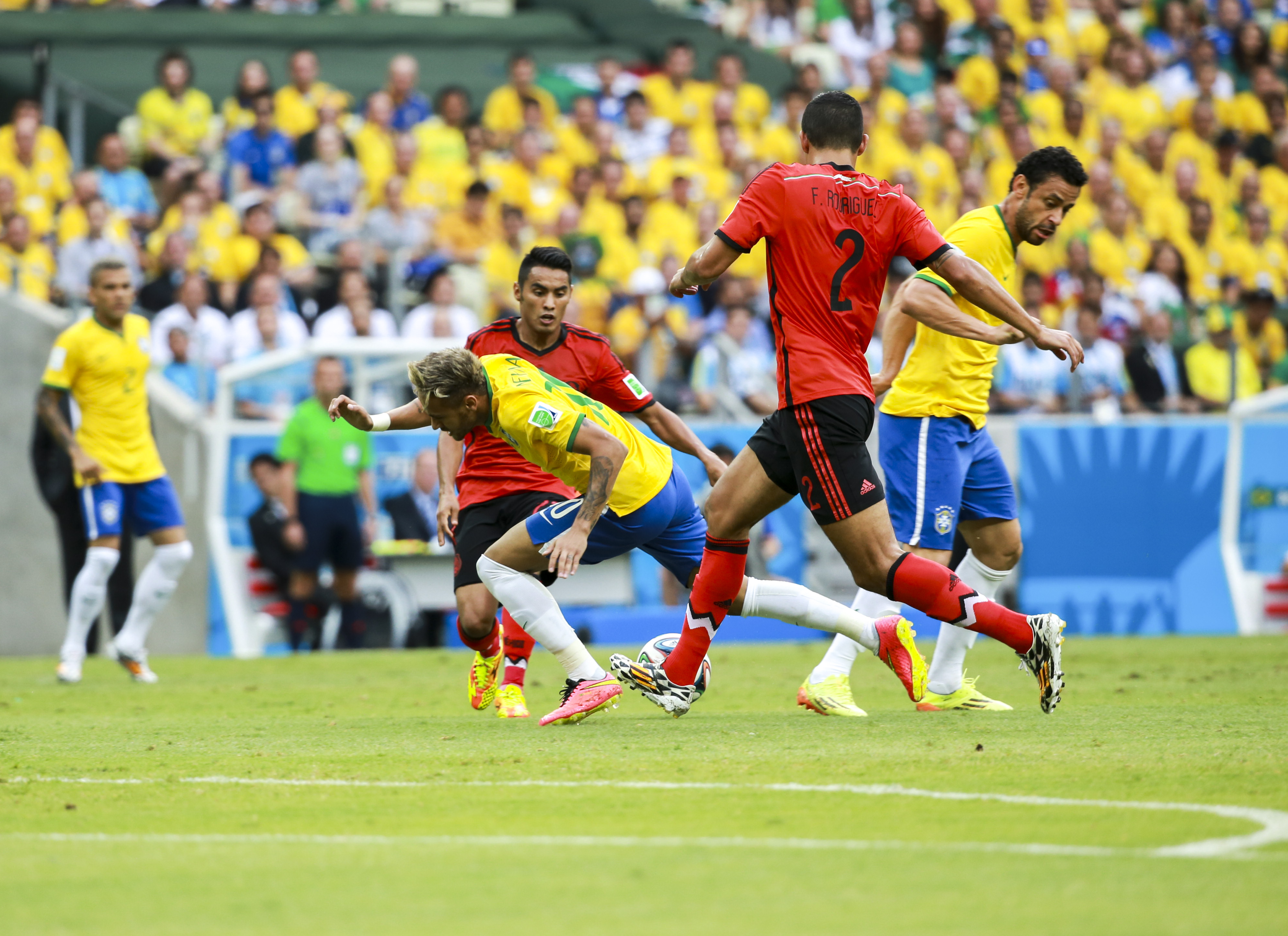
Szene aus dem Spiel gegen Brasilien

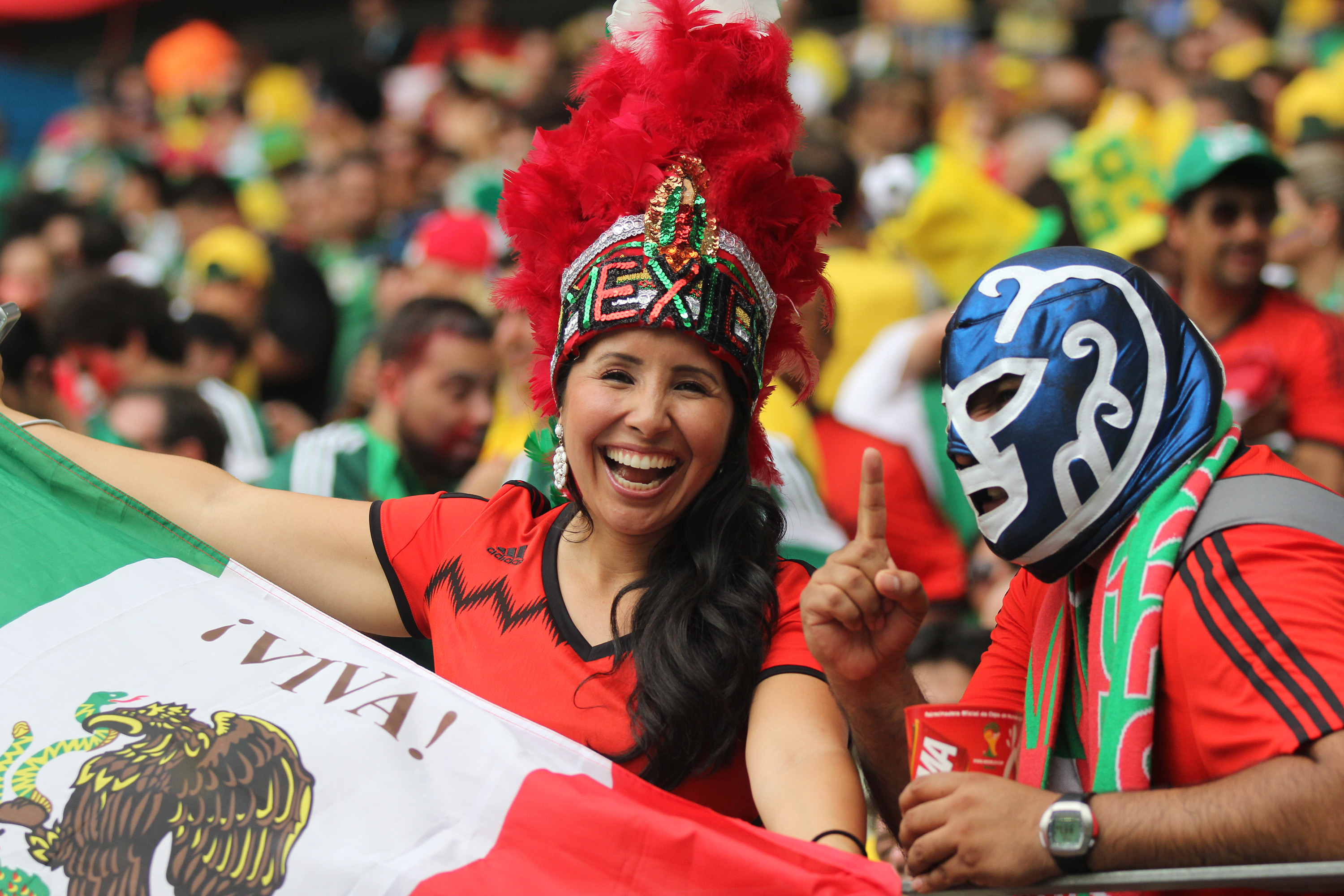
Mexikanische Fans beim Spiel gegen Brasilien

Für die zweite WM in Brasilien konnten sich die Mexikaner auch wieder qualifizieren. Mexiko begann die Qualifikation mit Trainer José Manuel de la Torre, der dabei auch auf die Spieler setzte, die bei den Olympischen Spielen 2012 die Goldmedaille gewonnen hatten. In der dritten Runde, für die Mexiko automatisch qualifiziert war, setzte sich die Mannschaft zusammen mit Costa Rica gegen El Salvador und Guayana durch, wobei alle Spiele gewonnen wurden.
Die vierte Runde startete holprig. Mexiko begann diese Runde mit fünf Remis (davon vier torlos) und einem 1:0-Sieg gegen Jamaika und verlor dann erstmals im Aztekenstadion gegen Honduras, was zur Entlassung von José Manuel de la Torre führte. Aber auch unter seinem Nachfolger Luis Fernando Tena, mit dem Mexiko die olympische Goldmedaille gewonnen hatte, wurde das nächste Spiel gegen die USA verloren, der daraufhin von Víctor Manuel Vucetich abgelöst wurde. Er holte Rafael Márquez zur Stabilisierung der Abwehr zurück in die Mannschaft und konnte gegen Panama gewinnen – womit Mexiko gleichzeitig als erster Mannschaft der 100. Sieg in einem WM-Qualifikationsspiel gelang. Da aber das letzte Spiel gegen Costa Rica wieder verloren wurde, wurde erneut der Trainer gewechselt. Dass Mexiko überhaupt noch die Chance hatte, sich für die WM zu qualifizieren, hatten sie dem Einsatz des Erzrivalen USA zu verdanken. Denn durch den Sieg der bereits qualifizierten Mannschaft aus Costa Rica gegen Mexiko war Mexiko auf das Ergebnis des Spiels Panama gegen die bereits als Gruppensieger feststehende Mannschaft der USA angewiesen. Panama führte bis zur 90. Minute mit 2:1 und wäre damit bei gleicher Punktzahl und Tordifferenz wie Mexiko, aber mehr geschossenen Toren (10 gegenüber 7) als Gruppenvierter für die Interkontinental-Playoffs gegen Neuseeland qualifiziert gewesen. Dann schossen die USA innerhalb von zwei Minuten in der Nachspielzeit noch zwei Tore, so dass Panama noch hinter Mexiko zurückfiel. Nach dem erneuten Trainerwechsel – nun war Miguel Herrera für die Mannschaft verantwortlich – wurden die beiden Spiele gegen Neuseeland dann problemlos 5:1 und 4:2 gewonnen, so dass sich Mexiko als vorletztes Land für die WM qualifizierte. Wie das als letzte Mannschaft qualifizierte Uruguay benötigte Mexiko die meisten Qualifikationsspiele aller für Brasilien qualifizierten Mannschaften. Nur die nicht qualifizierten Mannschaften Jordanien und Panama bestritten mehr Qualifikationsspiele (je 20).
In Brasilien trafen die Mexikaner im ersten Gruppenspiel auf Kamerun und gewannen mit 1:0. Im zweiten Spiel, gegen Gastgeber Brasilien wurde ein 0:0 erkämpft und mit einem 3:1 gegen Kroatien wurde der zweite Platz erreicht und damit der Einzug in die K.-o.-Runde. Hier trafen die Mexikaner auf die Niederländer und verloren nach 1:0-Führung noch mit 1:2 durch einen in der vierten Minute der Nachspielzeit verwandelten Foulelfmeter. Damit steigerte sich der Rekord der Achtelfinalniederlagen auf sechs.

### Weltmeisterschaft 2018 in Russland

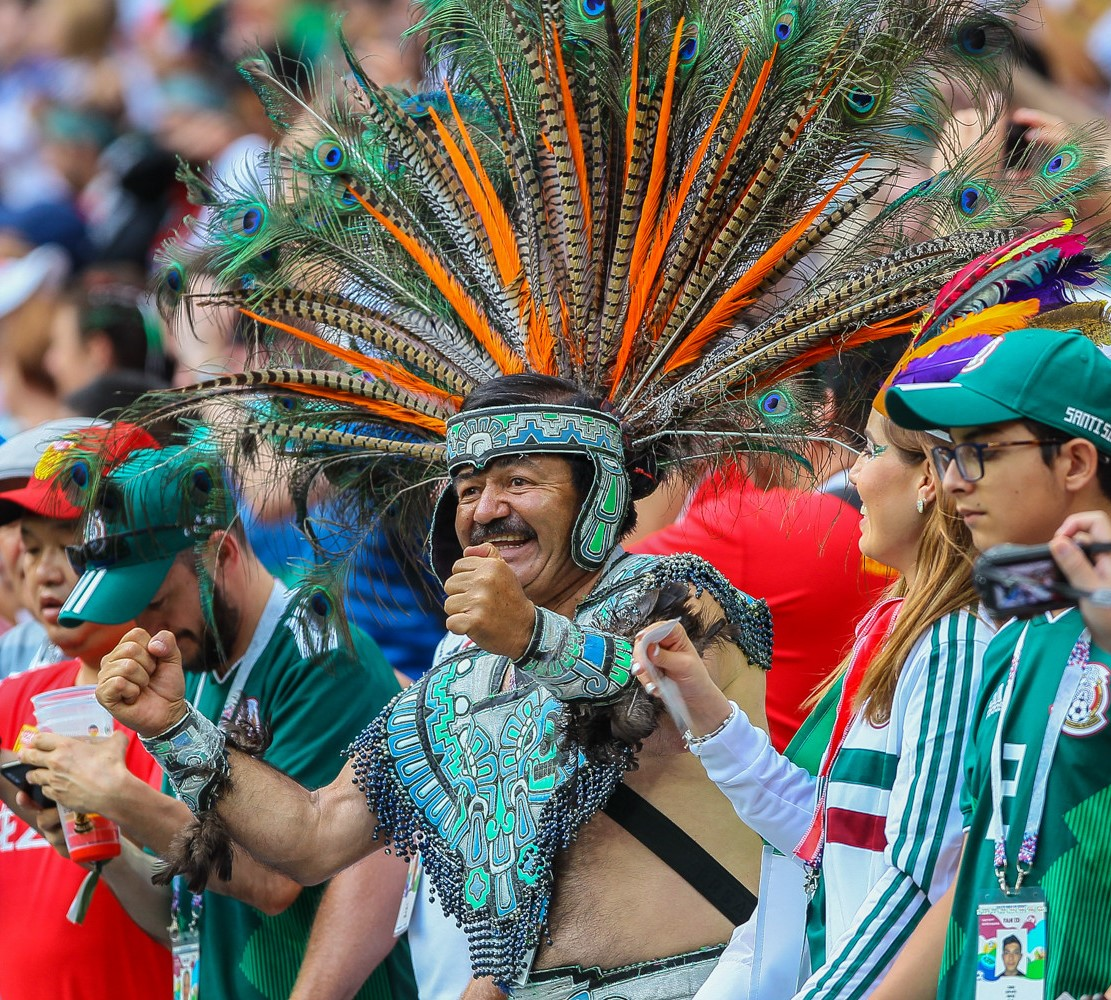
Mexikanischer Fan beim Spiel gegen Deutschland (1:0)

In der Qualifikation für die WM in Russland musste Mexiko erst in der vierten Runde eingreifen, die als Gruppenphase ausgetragen wurde. Ab November 2015 waren Honduras, Kanada und El Salvador die Gegner. Einen Monat vor Beginn der Qualifikation wurde Juan Carlos Osorio neuer Nationaltrainer der Mexikaner. Mexiko qualifizierte sich in der fünften Runde, in der die Mexikaner gegen Costa Rica, Honduras, Panama, Trinidad & Tobago und die USA antreten mussten, als fünfte Mannschaft am viertletzten Spieltag für die WM-Endrunde.
In Russland gewannen die Mexikaner das Auftaktspiel gegen Titelverteidiger Deutschland mit 1:0 und revanchierten sich damit für die 1:4-Niederlage im Halbfinale des FIFA-Konföderationen-Pokal 2017. Das zweite Spiel gegen Südkorea gewannen sie mit 2:1, wobei Chicharito sein Länderspieltor erzielte. Zwar verloren sie das letzte Gruppenspiel gegen Schweden mit 0:3, da Südkorea aber im Parallelspiel mit 2:0 gegen Deutschland gewann, erreichten die Mexikaner die K.-o.-Runde. Hier trafen sie auf Brasilien und schieden durch eine 0:2-Niederlage zum siebten Mal in Folge im Achtelfinale aus. Nach der WM trat Nationaltrainer Osorio zurück und auch WM-Rekordspieler Márquez beendete seine Nationalmannschaftskarriere.

### Weltmeisterschaft 2022 in Katar
Da Mexiko zu den fünf besten Teams der CONCACAF in der FIFA-Weltrangliste vom 16. Juli 2020 gehörte, musste Mexiko erst in der dritten Runde der Qualifikation eingreifen. Die Mannschaft traf zwischen September 2021 und März 2022 auf Costa Rica, Honduras, Jamaika, die USA, Kanada, Panama und El Salvador. Durch einen 2:0-Heimerfolg gegen El Salvador am letzten Spieltag konnte sich die Mannschaft Platz 2 in der Qualifikationsgruppe und damit die direkte Qualifikation für das Endturnier in Katar sichern.
Bei der Endrunde trafen die Mexikaner im ersten Spiel auf Polen und kamen zu einem torlosen Remis. Nach einer 0:2-Niederlage im zweiten Spiel gegen auf Argentinien, benötigten sie im letzten Spiel einen Sieg mit drei Toren Unterschied gegen Saudi-Arabien um das Achtelfinale zu erreichen. Bis zur 90. Minute stand es 2:0 für Mexiko, da Polen im Parallelspiel mit 0:2 gegen Argentinien zurücklag, waren beide punkt- und torgleich, so dass die Fair-Play-Wertung über das Weiterkommen entschieden hätte. In dieser lagen die Polen vor Mexiko, so dass die Mexikaner bis zuletzt auf das dritte Tor drängten. Dies gelang aber nicht – im Gegenteil: bei einem Konter fingen sie sich noch den Anschlusstreffer ein, so dass letztlich die Tordifferenz für Polen und gegen die Mexikaner sprach, die damit erstmals seit 1978 wieder nach der Vorrunde ausschieden.

### 2026 in Kanada, Mexiko und den USA
Für die WM 2026 hatten sich die drei Verbände des nordamerikanischen Kontinents gemeinsam beworben und setzten sich bei der Abstimmung am 13. Juni 2018 mit 134:65 Stimmen gegen Marokko durch. Gegenüber den letzten WM-Turnieren wird die Teilnehmerzahl von 32 auf 48 erhöht. Als Co-Gastgeber ist Mexiko automatisch qualifiziert.

## Rangliste der mexikanischen WM-Spieler mit den meisten Einsätzen

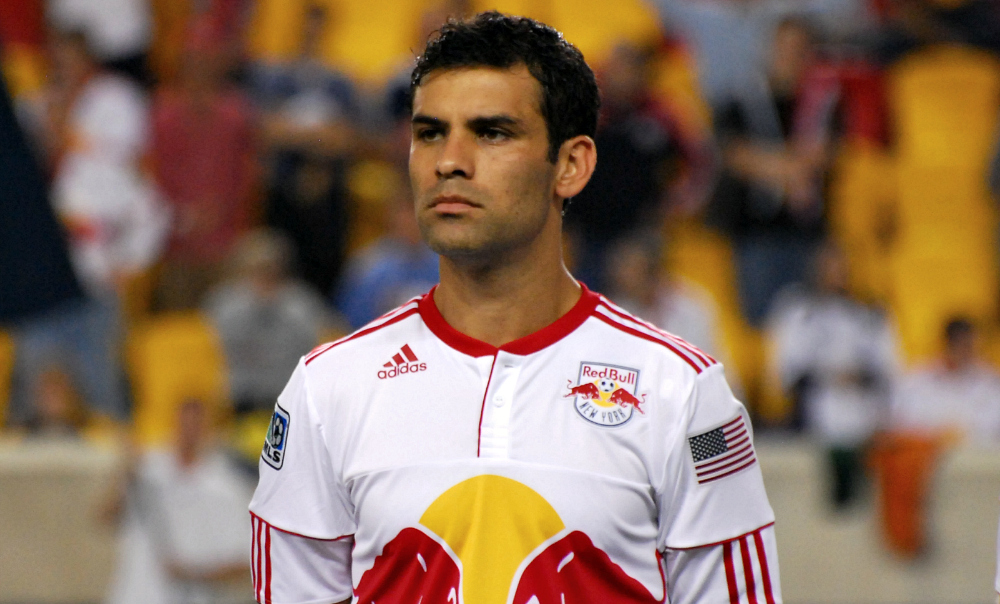
Rafael Márquez, mexikanischer WM-Rekordspieler

01. Rafael Márquez – 19 Einsätze bei 5 Turnieren
02. Andrés Guardado – 13 Einsätze bei 5 Turnieren
03. Chicharito, Héctor Moreno 12 Einsätze bei 3 bzw. 4 (Moreno) Turnieren
05. Cuauhtémoc Blanco, Antonio Carbajal, Guillermo Ochoa und Gerardo Torrado – 11 Einsätze bei 3, bzw. 5 (Carbajal, Ochoa) Turnieren
09. Héctor Herrera, Carlos Salcido – 10 Einsätze bei 3 Turnieren
11. Giovani dos Santos, Salvador Reyes – 9 Einsätze bei 3 Turnieren
13. Jesús Arellano, Jorge Campos, Alberto García Aspe, Miguel Layún, Ricardo Osorio, Óscar Pérez Rojas, Francisco Rodríguez, Hugo Sánchez und Claudio Suárez – 8 Einsätze bei 2 (Layún, Ochoa und Osorio) bzw. 3 Turnieren

## Rangliste der mexikanischen WM-Spieler mit den meisten WM-Toren
01. Chicharito, Luis Hernandez – 4 Tore
03. Cuauhtémoc Blanco und Rafael Márquez – je 3 Tore

## WM-Kapitäne
- 1930: Rafael Garza Gutiérrez
- 1950: Alfonso Montemayor (1. Spiel), Horacio Casarín (2. und 3. Spiel)
- 1954: José Naranjo
- 1958: Antonio Carbajal[7]
- 1962: Antonio Carbajal
- 1966, 1970: Gustavo Peña
- 1978: Arturo Vázquez Ayala
- 1986: Tomás Boy (viermal ausgewechselt)
- 1994: Ignacio Ambríz
- 1998: Alberto García Aspe (dreimal ausgewechselt)
- 2002, 2006: Rafael Márquez
- 2010: Gerardo Torrado (1. Spiel), Rafael Márquez (2. Spiel und Achtelfinale), Cuauhtémoc Blanco (3. Spiel)
- 2014: Rafael Márquez
- 2018: Andrés Guardado (Gruppenspiele), Rafael Márquez (Achtelfinale)
- 2022: Guillermo Ochoa (1. und 3. Spiel, 2. Spiel nach Auswechslung von Guardado), Andrés Guardado (2. Spiel bis zur Auswechslung)

Anmerkung: Rafael Márquez ist der einzige Spieler, der bei fünf WM-Turnieren Kapitän war.

## Bei Weltmeisterschaften gesperrte Spieler
- 1986: Hugo Sánchez erhielt im zweiten Gruppenspiel die zweite Gelbe Karte und war für das letzte Gruppenspiel gesperrt. Javier Aguirre erhielt im Viertelfinale die Rote Karte, da die Mannschaft ausschied, hatte sie keinen weiteren Effekt.
- 1994: Joaquín del Olmo erhielt im letzten Gruppenspiel die zweite Gelbe Karte und war für das Achtelfinale gesperrt. Luis García erhielt im Achtelfinale gegen die Bulgaren die Gelb-Rote Karte, da die Mannschaft ausschied, hatte sie ebenso keinen weiteren Effekt wie die zweiten Gelben Karten für García Aspe und Claudio Suárez.
- 1998: Pavel Pardo erhielt im zweiten Gruppenspiel die Rote Karte und war für das letzte Gruppenspiel gesperrt. Ramón Ramírez erhielt im letzten Gruppenspiel ebenfalls die Rote Karte und war für das Achtelfinale gesperrt. Die zweite Gelbe Karte für Cuauhtémoc Blanco im Achtelfinale hatte aufgrund des Ausscheidens keinen Effekt.
- 2002: Rafael Márquez erhielt im Achtelfinale die Rote Karte, da die Mannschaft ausschied, hatte sie keinen weiteren Effekt.
- 2006: Luis Ernesto Pérez erhielt im letzten Gruppenspiel die Gelb-Rote Karte und war für das Achtelfinale gesperrt. Rafael Márquez und Gerardo Torrado erhielten im Achtelfinale die zweite Gelbe Karte, die aber wegen des Ausscheidens keinen Effekt hatten.
- 2010: Efraín Juárez erhielt im zweiten Gruppenspiel die zweite Gelbe Karte und war für das letzte Gruppenspiel gesperrt.
- 2014: José Juan Vázquez erhielt im letzten Gruppenspiel die zweite Gelbe Karte und war für das Achtelfinale gesperrt. Paul Aguilar und Rafael Márquez erhielten im Achtelfinale die zweite Gelbe Karte, die aber wegen des Ausscheidens keinen Effekt hatten.
- 2018: Héctor Moreno erhielt im letzten Gruppenspiel die zweite Gelbe Karte und war für das Achtelfinale gesperrt.

## Anteil der im Ausland spielenden Spieler im WM-Kader
Bis 1986 wurden noch keine Legionäre eingesetzt. Danach waren es zunächst wenige und auch 2010 und 2014 Turnieren noch weniger als die Hälfte. 2018 ist es dann erstmals die Mehrzahl.
| Jahr (Spiele) | Anzahl (Länder) | Spieler (Einsätze) |
| ------------- | --- | --- |
| 1930 bis 1978 | 0 | |
| 1986 (5)      | 1 (in Spanien) | Hugo Sánchez (4) |
| 1994 (4)      | 2 (in Spanien) | Luis García (4), Hugo Sánchez (1) |
| 1998 (4)      | 1 (in den USA) | Jorge Campos (4) |
| 2002 (4)      | 4 (1 in Frankreich, 3 in Spanien)                                                                                   | Rafael Márquez (4); Cuauhtémoc Blanco (4), Francisco Palencia (4), Gerardo Torrado (3) |
| 2006 (4)      | 4 (1 in England, 2 in Spanien, 1 in den USA)                                                                        | Jared Borgetti (2); Guillermo Franco (3), Rafael Márquez (4); Claudio Suárez (0) |
| 2010 (4)      | 9 (1 in Deutschland, 2 in England, 3 in den Niederlanden, 2 in Spanien, 1 in der Türkei)                            | Ricardo Osorio (4); Guillermo Franco (4), Carlos Vela (2); Maza (4), Héctor Moreno (2), Carlos Salcido (4); Andrés Guardado (3), Rafael Márquez (3); Giovani dos Santos (4) |
| 2014 (4)      | 8 (1 in Deutschland, 1 in England, 1 in Frankreich, 2 in Portugal, 3 in Spanien)                                    | Andrés Guardado (4); Chicharito (4); Guillermo Ochoa (4); Héctor Herrera (4), Diego Antonio Reyes (1); Javier Aquino (1); Héctor Moreno (4), Giovani dos Santos (4) |
| 2018 (4)      | 15 (1 in Belgien, 2 in Deutschland, 1 in England, 1 in den Niederlanden, 4 in Portugal, 3 in Spanien, 3 in den USA) | Guillermo Ochoa (4); Marco Fabián (1), Carlos Salcedo (4); Chicharito (4); Hirving Lozano (4); Jesús Corona (2), Héctor Herrera (4), Raúl Jiménez (2), Diego Antonio Reyes; Andrés Guardado (4), Miguel Layún (4), Héctor Moreno (3); Giovani dos Santos (1), Jonathan dos Santos (1), Carlos Vela (4) |
| 2022 (3)      | 10 (1 in Belgien, 1 in England, 1 in Griechenland, 2 in Italien, 3 in den Niederlanden, 1 in Spanien, 1 in den USA) | Gerardo Arteaga; Raúl Jiménez (3); Orbelín Pineda (1); Hirving Lozano (3), Johan Vásquez; Edson Álvarez (2), Erick Gutiérrez (1), Jorge Sánchez (2); Andrés Guardado (1); Héctor Herrera (2) |

## Spiele
- Mexiko bestritt bisher 60 WM-Spiele gegen 36 verschiedene Gegner. Davon wurden 17 gewonnen, 28 verloren und 15 endeten remis. Dreimal mussten Remis-Spiele verlängert werden, da ein Sieger ermittelt werden musste, eins wurde in der Verlängerung und zwei wurden im Elfmeterschießen verloren.
- Mexiko spielte am häufigsten (5×) im Eröffnungsspiel bzw. ersten Spiel einer Weltmeisterschaft (zuerst 1930, zuletzt 2010)
- Mexiko spielte fünfmal gegen den Gastgeber (1950 und 2014 Brasilien, 1958 Schweden, 1966 England und 2010 Südafrika) und bestritt neun Heimspiele.
- Mexiko verlor dreimal (1962, 1966 und 2022) gegen den späteren Weltmeister.
- Mexiko spielte bisher dreimal (1962, 1978 und 2018) gegen den Titelverteidiger.
- Mexiko traf auf Gegner aller Konföderationen außer Ozeanien. Allerdings gab es in der Qualifikation zur WM 2014 zwei Playoff-Spiele gegen Neuseeland (Ozeanien). Am häufigsten (35 Begegnungen) trat die mexikanische Nationalmannschaft gegen europäische Mannschaften an; gefolgt von 14 Spielen gegen Mannschaften aus Südamerika. Fünfmal traf „El Tri“ gegen Mannschaften aus dem asiatischen Verband und viermal gegen afrikanische Mannschaften. Zweimal traf Mexiko auf eine Mannschaft der eigenen Konföderation (CONCACAF): 1970 auf El Salvador und 2002 auf die USA. Dies sind bis dato die einzigen WM-Spiele zwischen CONCACAF-Mannschaften. Während die Bilanz gegen asiatische Mannschaften einwandfrei ist (alle 5 Auseinandersetzungen wurden gewonnen), konnte erst eine Begegnung (2:1 gegen Ecuador bei der WM 2002) gegen eine südamerikanische Mannschaft gewonnen werden. In den 5 Spielen gegen den häufigsten WM-Gegner Brasilien konnte „El Tri“ kein einziges Tor erzielen.
- 1958 und 1994 traf Mexiko nur auf europäische Gegner. 
 Die WM 1994 war die letzte Gelegenheit, dass eine Mannschaft bei einer WM-Endrunde ausschließlich auf europäische Gegner treffen konnte. Und dies war bei der WM 1994 nur für Mexiko möglich, weil Mexiko als einzige nichteuropäische Mannschaft in der einzigen Vorrunde mit drei Europäern (Italien, Irland, Norwegen) spielte. Mexiko überstand zwar die Vorrunde, schied dann aber im Achtelfinale gegen Bulgarien aus. 
 Seitdem ist derartiges ausgeschlossen: Denn seit dem WM-Turnier 1998 können sich in jeder Vorrundengruppe nur noch maximal zwei europäische Mannschaften befinden, und jede Mannschaft trifft dort auf Gegner aus drei verschiedenen Konföderationen.
- Mexiko traf sechsmal auf einen WM-Neuling: 1958/Wales, 1970/El Salvador, 1978/Tunesien, 1986/Irak, 2002/Ecuador und 2006/Angola
- Häufigste Gegner: Brasilien – fünfmal, Argentinien, Deutschland und Frankreich – je viermal
- Häufigster letzter Gegner: Argentinien (1930, 2006 und 2010)

| Alle WM-Spiele in chronologischer Reihenfolge |                   |                    |                     |                 |   |                        |                                                                                    |
| Nr.                                           | Datum             | Gegner             | Ergebnis            | Anlass          |   | Austragungsort         | Bemerkung                                                                          |
| 1                                             | 13. Juli 1930     | Frankreich         | 1:4                 | Vorrunde        | * | Montevideo (URY)       | Allererstes WM-Spiel, erstes Länderspiel gegen Frankreich                          |
| 2                                             | 16. Juli 1930     | Chile              | 0:3                 | Vorrunde        | * | Montevideo (URY)       |                                                                                    |
| 3                                             | 19. Juli 1930     | Argentinien        | 3:6                 | Vorrunde        | * | Montevideo (URY)       | Erstes Länderspiel gegen Argentinien                                               |
| 4                                             | 24. Juni 1950     | Brasilien          | 0:4                 | Vorrunde        | A | Rio de Janeiro (BRA)   | Erstes Länderspiel gegen Brasilien, erstes Spiel der WM 1950                       |
| 5                                             | 28. Juni 1950     | Jugoslawien        | 1:4                 | Vorrunde        | * | Porto Alegre (BRA)     | Erstes Länderspiel gegen Jugoslawien                                               |
| 6                                             | 2. Juli 1950      | Schweiz            | 1:2                 | Vorrunde        | * | Porto Alegre (BRA)     | Erstes Länderspiel gegen die Schweiz                                               |
| 7                                             | 16. Juni 1954     | Brasilien          | 0:5                 | Vorrunde        | * | Genf (SUI)             |                                                                                    |
| 8                                             | 19. Juni 1954     | Frankreich         | 2:3                 | Vorrunde        | * | Genf (SUI)             |                                                                                    |
| 9                                             | 8. Juni 1958      | Schweden           | 0:3                 | Vorrunde        | A | Solna (SWE)            | Erstes Länderspiel gegen Schweden, erstes Spiel der WM 1958                        |
| 10                                            | 11. Juni 1958     | Wales              | 1:1                 | Vorrunde        | * | Solna (SWE)            | Erstes Länderspiel gegen Wales                                                     |
| 11                                            | 15. Juni 1958     | Ungarn             | 0:4                 | Vorrunde        | * | Sandviken (SWE)        | Erstes Länderspiel gegen Ungarn                                                    |
| 12                                            | 30. Mai 1962      | Brasilien          | 0:2                 | Vorrunde        | * | Viña del Mar (CHI)     |                                                                                    |
| 13                                            | 3. Juni 1962      | Spanien            | 0:1                 | Vorrunde        | * | Viña del Mar (CHI)     |                                                                                    |
| 14                                            | 7. Juni 1962      | Tschechoslowakei   | 3:1                 | Vorrunde        | * | Viña del Mar (CHI)     |                                                                                    |
| 15                                            | 13. Juli 1966     | Frankreich         | 1:1                 | Vorrunde        | * | London (ENG)           |                                                                                    |
| 16                                            | 16. Juli 1966     | England            | 0:2                 | Vorrunde        | A | London (ENG)           |                                                                                    |
| 17                                            | 19. Juli 1966     | Uruguay            | 0:0                 | Vorrunde        | * | London (ENG)           |                                                                                    |
| 18                                            | 31. Mai 1970      | Sowjetunion        | 0:0                 | Eröffnungsspiel | H | Mexiko-Stadt           |                                                                                    |
| 19                                            | 7. Juni 1970      | El Salvador        | 4:0                 | Vorrunde        | H | Mexiko-Stadt           | Erstes WM-Spiel zwischen zwei CONCACAF-Mannschaften                                |
| 20                                            | 11. Juni 1970     | Belgien            | 1:0                 | Vorrunde        | H | Mexiko-Stadt           | Mexiko übersteht erstmals die Vorrunde einer WM                                    |
| 21                                            | 14. Juni 1970     | Italien            | 1:4                 | Viertelfinale   | H | Toluca                 |                                                                                    |
| 22                                            | 2. Juni 1978      | Tunesien           | 1:3                 | Vorrunde        | * | Rosario (ARG)          | Erstes Länderspiel gegen Tunesien                                                  |
| 23                                            | 6. Juni 1978      | BR Deutschland     | 0:6                 | Vorrunde        | * | Córdoba (ARG)          |                                                                                    |
| 24                                            | 10. Juni 1978     | Polen              | 1:3                 | Vorrunde        | * | Rosario (ARG)          |                                                                                    |
| 25                                            | 3. Juni 1986      | Belgien            | 2:1                 | Vorrunde        | H | Mexiko-Stadt           |                                                                                    |
| 26                                            | 7. Juni 1986      | Paraguay           | 1:1                 | Vorrunde        | H | Mexiko-Stadt           |                                                                                    |
| 27                                            | 11. Juni 1986     | Irak               | 1:0                 | Vorrunde        | H | Mexiko-Stadt           | Erstes Länderspiel gegen den Irak                                                  |
| 28                                            | 15. Juni 1986     | Bulgarien          | 2:0                 | Achtelfinale    | H | Mexiko-Stadt           |                                                                                    |
| 29                                            | 21. Juni 1986     | BR Deutschland     | 0:0 n. V.           | Viertelfinale   | H | Monterrey              | 1:4 n. E.                                                                          |
| 30                                            | 19. Juni 1994     | Norwegen           | 0:1                 | Vorrunde        | * | Washington, D.C. (USA) | Mexiko nimmt zum 10. Mal an einer WM teil                                          |
| 31                                            | 24. Juni 1994     | Irland             | 2:1                 | Vorrunde        | * | Orlando (USA)          |                                                                                    |
| 32                                            | 28. Juni 1994     | Italien            | 1:1                 | Vorrunde        | * | Washington, D.C. (USA) |                                                                                    |
| 33                                            | 5. Juli 1994      | Bulgarien          | 1:1 n. V., 1:3 I.E. | Achtelfinale    | * | East Rutherford (USA)  | 400. Länderspiel                                                                   |
| 34                                            | 13. Juni 1998     | Südkorea           | 3:1                 | Vorrunde        | * | Lyon (FRA)             |                                                                                    |
| 35                                            | 20. Juni 1998     | Belgien            | 2:2                 | Vorrunde        | * | Bordeaux (FRA)         |                                                                                    |
| 36                                            | 25. Juni 1998     | Niederlande        | 2:2                 | Vorrunde        | * | St. Etienne (FRA)      |                                                                                    |
| 37                                            | 29. Juni 1998     | Deutschland        | 1:2                 | Achtelfinale    | * | Montpellier (FRA)      |                                                                                    |
| 38                                            | 3. Juni 2002      | Kroatien           | 1:0                 | Vorrunde        | * | Niigata (JPN)          |                                                                                    |
| 39                                            | 9. Juni 2002      | Ecuador            | 2:1                 | Vorrunde        | * | Rifu (JPN)             |                                                                                    |
| 40                                            | 13. Juni 2002     | Italien            | 1:1                 | Vorrunde        | * | Ōita (JPN)             |                                                                                    |
| 41                                            | 17. Juni 2002     | Vereinigte Staaten | 0:2                 | Achtelfinale    | * | Jeonju (KOR)           |                                                                                    |
| 42                                            | 11. Juni 2006     | Iran               | 3:1                 | Vorrunde        | * | Nürnberg (DEU)         |                                                                                    |
| 43                                            | 16. Juni 2006     | Angola             | 0:0                 | Vorrunde        | * | Hannover (DEU)         | Erstes Länderspiel gegen Angola                                                    |
| 44                                            | 21. Juni 2006     | Portugal           | 1:2                 | Vorrunde        | * | Gelsenkirchen (DEU)    |                                                                                    |
| 45                                            | 24. Juni 2006     | Argentinien        | 1:2 n. V.           | Achtelfinale    | * | Leipzig (DEU)          |                                                                                    |
| 46                                            | 11. Juni 2010     | Südafrika          | 1:1                 | Eröffnungsspiel | A | Johannesburg (RSA)     | Mexiko bestreitet als erste Mannschaft zum 5. Mal das Eröffnungs- oder erste Spiel |
| 47                                            | 17. Juni 2010     | Frankreich         | 2:0                 | Vorrunde        | * | Polokwane (RSA)        |                                                                                    |
| 48                                            | 22. Juni 2010     | Uruguay            | 0:1                 | Vorrunde        | * | Rustenburg (RSA)       |                                                                                    |
| 49                                            | 27. Juni 2010     | Argentinien        | 1:3                 | Achtelfinale    | * | Johannesburg (RSA)     |                                                                                    |
| 40                                            | 13. Juni 2014     | Kamerun            | 1:0                 | Vorrunde        | * | Natal (BRA)            | 50. WM-Spiel                                                                       |
| 51                                            | 17. Juni 2014     | Brasilien          | 0:0                 | Vorrunde        | A | Fortaleza (BRA)        |                                                                                    |
| 52                                            | 23. Juni 2014     | Kroatien           | 3:1                 | Vorrunde        | * | Recife (BRA)           |                                                                                    |
| 53                                            | 29. Juni 2014     | Niederlande        | 1:2                 | Achtelfinale    | * | Fortaleza (BRA)        |                                                                                    |
| 54                                            | 17. Juni 2018     | Deutschland        | 1:0                 | Gruppenspiel    | * | Moskau (RUS)           |                                                                                    |
| 55                                            | 23. Juni 2018     | Südkorea           | 2:1                 | Gruppenspiel    | * | Rostow am Don (RUS)    | 50. Länderspieltor von Chicharito                                                  |
| 56                                            | 27. Juni 2018     | Schweden           | 0:3                 | Gruppenspiel    | * | Jekaterinburg (RUS)    |                                                                                    |
| 57                                            | 2. Juli 2018      | Brasilien          | 0:2                 | Achtelfinale    | * | Samara (RUS)           |                                                                                    |
| 58                                            | 22. November 2022 | Polen              | 0:0                 | Vorrunde        | * | Doha (QAT)             |                                                                                    |
| 59                                            | 26. November 2022 | Argentinien        | 0:2                 | Vorrunde        | * | Lusail (QAT)           |                                                                                    |
| 60                                            | 30. November 2022 | Saudi-Arabien      | 2:1                 | Vorrunde        | * | Lusail (QAT)           |                                                                                    |

| Alle WM-Gegner in alphabetischer Reihenfolge |                                                                  |    |   |   |   |      |
| Gegner                                       | Ergebnisse                                                       | Sp | S | U | N | Tore |
| Angola                                       | 0:0 (2006)                                                       | 1  | 0 | 1 | 0 | 0:0  |
| Argentinien                                  | 3:6 (1930), 1:2 n. V. (2006), 1:3 (2010), 0:2 (2022)             | 4  | 0 | 0 | 4 | 5:13 |
| Belgien                                      | 1:0 (1970), 2:1 (1986), 2:2 (1998)                               | 3  | 2 | 1 | 0 | 5:3  |
| Brasilien                                    | 0:4 (1950), 0:5 (1954), 0:2 (1962), 0:0 (2014), 0:2 (2018)       | 5  | 0 | 1 | 4 | 0:13 |
| Bulgarien                                    | 2:0 (1986), 1:1 n. V. (1:3 i. E.) (1994)                         | 2  | 1 | 1 | 0 | 3:1  |
| Chile                                        | 0:3 (1930)                                                       | 1  | 0 | 0 | 1 | 0:3  |
| Deutschland                                  | 0:6 (1978), 0:0 n. V. (1:4 i. E.) (1986), 1:2 (1998), 1:0 (2018) | 4  | 1 | 1 | 2 | 2:8  |
| Ecuador                                      | 2:1 (2002)                                                       | 1  | 1 | 0 | 0 | 2:1  |
| El Salvador                                  | 4:0 (1970)                                                       | 1  | 1 | 0 | 0 | 4:0  |
| England                                      | 0:2 (1966)                                                       | 1  | 0 | 0 | 1 | 0:2  |
| Frankreich                                   | 1:4 (1930), 2:3 (1954), 1:1 (1966), 2:0 (2010)                   | 4  | 1 | 1 | 2 | 6:8  |
| Irak                                         | 1:0 (1986)                                                       | 1  | 1 | 0 | 0 | 1:0  |
| Iran                                         | 3:1 (2006)                                                       | 1  | 1 | 0 | 0 | 3:1  |
| Irland                                       | 2:1 (1994)                                                       | 1  | 1 | 0 | 0 | 2:1  |
| Italien                                      | 1:4 (1970), 1:1 (1994), 1:1 (2002)                               | 3  | 0 | 2 | 1 | 3:6  |
| Jugoslawien                                  | 1:4 (1950)                                                       | 1  | 0 | 0 | 1 | 1:4  |
| Kamerun                                      | 1:0 (2014)                                                       | 1  | 1 | 0 | 0 | 1:0  |
| Kroatien                                     | 1:0 (2002), 3:1 (2014)                                           | 2  | 2 | 0 | 0 | 4:1  |
| Niederlande                                  | 2:2 (1998), 1:2 (2014)                                           | 2  | 0 | 1 | 1 | 3:4  |
| Norwegen                                     | 0:1 (1994)                                                       | 1  | 0 | 0 | 1 | 0:1  |
| Paraguay                                     | 1:1 (1986)                                                       | 1  | 0 | 1 | 0 | 1:1  |
| Polen                                        | 1:3 (1978), 0:0 (2022)                                           | 2  | 0 | 1 | 1 | 1:3  |
| Portugal                                     | 1:2 (2006)                                                       | 1  | 0 | 0 | 1 | 1:2  |
| Saudi-Arabien                                | 2:1 (2022)                                                       | 1  | 1 | 0 | 0 | 2:1  |
| Schweden                                     | 0:3 (1958), 0:3 (2018)                                           | 2  | 0 | 0 | 2 | 0:6  |
| Schweiz                                      | 1:2 (1950)                                                       | 1  | 0 | 0 | 1 | 1:2  |
| Sowjetunion                                  | 0:0 (1970)                                                       | 1  | 0 | 1 | 0 | 0:0  |
| Spanien                                      | 0:1 (1962)                                                       | 1  | 0 | 0 | 1 | 0:1  |
| Südafrika                                    | 1:1 (1986)                                                       | 1  | 0 | 1 | 0 | 1:1  |
| Südkorea                                     | 3:1 (1998), 2:1 (2018)                                           | 2  | 2 | 0 | 0 | 5:2  |
| Tschechoslowakei                             | 3:1 (1962)                                                       | 1  | 1 | 0 | 0 | 3:1  |
| Tunesien                                     | 1:3 (1978)                                                       | 1  | 0 | 0 | 1 | 1:3  |
| Ungarn                                       | 0:4 (1958)                                                       | 1  | 0 | 0 | 1 | 0:4  |
| Uruguay                                      | 0:0 (1966), 0:1 (2010)                                           | 2  | 0 | 1 | 1 | 0:1  |
| Vereinigte Staaten                           | 0:2 (2002)                                                       | 1  | 0 | 0 | 1 | 0:2  |
| Wales                                        | 1:1 (1958)                                                       | 1  | 0 | 1 | 0 | 1:1  |

### Höchste Siege und Niederlagen
Die Mannschaft erzielte ihre höchsten Siege gegen folgende Länder bei WM-Turnieren:
- Belgien: Vorrunde 1970 und 1986 - 1:0 bzw. 2:1 (zudem ein 1:0 in einem Freundschaftsspiel)
- Frankreich: Vorrunde 2010 - 2:0 (einziger Sieg gegen Frankreich)
- Irak: Vorrunde 1986 - 1:0 (einziges Spiel gegen den Irak)
- Irland: Vorrunde 1994 - 2:1 (einziger Sieg gegen Irland)
- Kamerun: Vorrunde 2014 - 1:0 (zudem ein 1:0 in einem Freundschaftsspiel)
- Kroatien: Vorrunde 2014 - 3:1
- Tschechoslowakei: Vorrunde 1962- 3:1 (Einziger von der FIFA und dem tschechischen Verband gezählter Sieg gegen die Tschechoslowakei)

Gegen folgende Länder kassierte die Mannschaft ihre höchsten Niederlagen bei WM-Turnieren:
- Argentinien: Vorrunde 1930 - 3:6 (zudem 0:3 im Copa-América-Halbfinale 2007 und 1:4 in einem Freundschaftsspiel)
- Brasilien: Vorrunde 1954 - 0:5 (zudem ein 0:5 im Friendship Cup 1992)
- BR Deutschland: Vorrunde 1978 - 0:6
- Niederlande: Achtelfinale 2014 - 1:2 (zudem zweimal 1:2 und einmal 2:3 in Freundschaftsspielen)
- Polen: Vorrunde 1978 - 1:3
- Portugal: Vorrunde 2006 - 1:2 (zudem ein 0:1 in einem Freundschaftsspiel)
- Schweden: Vorrunde 1958 und 2018 - 0:3
- Tunesien: Vorrunde 1978 - 1:3 (einziges Spiel gegen Tunesien)
- Ungarn: Vorrunde 1958 - 0:4 (Einzige von der FIFA und dem ungarischen Verband gezählte Niederlage gegen Ungarn)

## Rekorde
- Erster verwandelter Elfmeter: Manuel Rosas am 19. Juli 1930 in der 42. Minute[8] (in anderen Quellen werden auch die 31. oder 38. Minute genannt) zum 1:3 gegen Argentinien (Endstand 3:6).
- Die meisten Teilnahmen an WM-Turnieren: Antonio Carbajal (1950–1966) und Rafael Márquez (2002–2018), beide Mexiko sowie Lothar Matthäus (Deutschland, 1982–1998) und Gianluigi Buffon (Italien, 1998–2014) mit je 5
- Die häufigsten Vorrundenpaarungen (je 4 ×) waren Mexiko gegen Brasilien (1950, 1954, 1962 und 2014) und Mexiko gegen Frankreich (1930, 1954, 1966 und 2010) sowie Argentinien gegen Nigeria (1994, 2002, 2010 und 2014) und Brasilien gegen Schottland (1974, 1982, 1990 und 1998)
- Höchster Sieg bei einem Turnier: 1970 Mexiko – El Salvador 4:0 in der Vorrunde
- Chicharito erzielte am 17. Juni 2010 mit dem 1:0 beim 2:0-Sieg gegen Frankreich das 2100. WM-Tor.
- Meiste Qualifikationsspiele: 186 (Stand: Nach Abschluss der Qualifikation für die WM 2022)
- Meiste Siege in Qualifikationsspielen: 118
- Meiste Tore in Qualifikationsspielen: 449 – einzige Mannschaft mit mehr als 400 Toren
- Häufigste Paarung in Qualifikationsspielen: Mexiko gegen USA – 31 Spiele

### Negativrekorde
- Das erste Gegentor: Lucien Laurent (Frankreich) erzielte es nach 19 Minuten bei der WM 1930.
- Die meisten Gegentore: Antonio Carbajal – 25 in 11 Spielen von 1950 bis 1966, davon nur ein Spiel ohne Gegentor
- Zweitschnellstes Gegentor durch Václav Mašek (Tschechoslowakei) nach 15 Sekunden im Vorrundenspiel 1962
- Die meisten Turnier-Gegentore:
  - 1930: 13 in 3 Spielen
  - 1978: 12 in 3 Spielen sowie Peru – 12 in 6 Spielen
- Die längste Niederlagenserie: 9 Spiele 1930–1958
- Die meisten Niederlagen: 28 in 60 Spielen
- Höchste Niederlage bei einem Turnier: 1978 Mexiko – Deutschland in der 1. Finalrunde und Peru – Argentinien in der 2. Finalrunde – jeweils 0:6
- Im Achtelfinale schied Mexiko (7 × hintereinander) am häufigsten aus.
- Einen weiteren bemerkenswerten Negativrekord hielt Mexiko fast 84 Jahre lang: Vom verlorenen Eröffnungsspiel der WM 1930 an, als gegen Frankreich mit 1:4 verloren wurde, hatte Mexiko in der ewigen Tabelle in absoluten Zahlen stets die schlechteste Tordifferenz aller Mannschaften, und wurde erst während der WM 2014 in Brasilien von Südkorea abgelöst. Seit dem 27. Juni 2018 hatten beide eine Tordifferenz von minus 36, die sich aber bei Mexiko am 2. Juli wieder auf -38 verschlechterte. Bei der WM 2022 verschlechterte sich bei beiden die Tordifferenz auf -39.
- Schlechteste Mannschaft bei den Turnieren 1930, 1958 und 1978 (von der FIFA auf Platz 13 bzw. zweimal auf Platz 16 eingestuft)

### Schiedsrichter
Benito Armando Archundia (Mexiko) ist der erste Schiedsrichter, der bei einer WM (2006) fünf Spiele (Brasilien – Kroatien, Frankreich – Südkorea, Tschechien – Italien, Schweiz – Ukraine und Deutschland – Italien) leitete.

### Orte
- Häufigster Spielort insgesamt: Mexiko-Stadt (1970 und 1986, 23 Spiele in 2 Stadien)
- Höchstgelegener Spielort: Toluca (1970 und 1986, 2.638 m)
- Meiste Zuschauer in einem Stadion: 1.917.550 im Aztekenstadion bei 19 Spielen (100.924 im Schnitt pro Spiel)